# Nazionale maschile di calcio a 5 del Qatar
La nazionale di calcio a 5 del Qatar è, in senso generale, una qualsiasi delle selezioni nazionali di Calcio a 5 della Federazione calcistica del Qatar che rappresentano il Qatar nelle varie competizioni ufficiali o amichevoli riservate a squadre nazionali.

## Risultati nelle competizioni internazionali

### FIFA Futsal World Championship
- 1989 - non presente
- 1992 - non presente
- 1996 - non presente
- 2000 - non presente
- 2004 - non presente
- 2008 - non qualificata
- 2012 -

### AFC Futsal Championship
- 1999 - non presente
- 2000 - non presente
- 2001 - non presente
- 2002 - non presente
- 2003 - non presente
- 2004 - non presente
- 2005 - non qualificata
- 2006 - non presente
- 2007 - non presente
- 2008 - non qualificata
- 2012 -